# 美ち奴
美ち奴（みちやっこ、本名：久保 染子 、1917年（大正6年）6月8日 - 1996年（平成8年）5月29日）は、昭和時代に活躍した芸者歌手。実弟は、コメディアンの深見千三郎（本名：久保七十二）。

## 来歴
美ち奴こと久保染子は北海道浜頓別に四人兄弟の長女として生まれた。父親の本名は久保百合太で芸名を中村玉二郎と名乗っていた。徳島県の出身で明治末から大正の初めにかけて歌舞伎の旅一座を率いており、その後の流れで浜頓別に辿りつき地元の木工所の娘と世帯を持つ。浜頓別を訪れた理由は百合太の姉がここで呉服屋を営んでいたためである。通説となっている樺太出身は誤りであり実際は四人の子供をもうけた後父親が渡航している。旅回りの役者の父親の影響を受け、幼い頃から芸事に興味を持ち、三味線で身を立てたいと思うようになる。
1931年（昭和6年）、浅草で芸者置屋「美ちの家」を営んでいた親戚を頼って、当初は三味線の修行のために上京した。翌年、親戚が置屋の経営に行き詰まり15歳の染子は「美ち奴」として芸者になる。いつしか浅草の人気芸者となっていた美ち奴は、1933年（昭和8年）、松竹映画「東京音頭」のトーキー部分の撮影に浅草の芸妓衆のひとりとして参加。その甲高い唄声が評判を呼び、当時流行の鶯歌手（芸者出身の歌手）を探していたニットーレコード（現・キングレコード）からスカウトされ、1934年（昭和9年）「さくらおけさ」でレコード歌手としてのデビューを飾る。1935年（昭和10年）には自ら「染美ちの家」という芸者屋を構えるまでになる。
ニットー専属時代は、まだ無名であった作曲家・服部良一の作品を数多く歌った。これが縁となり、服部は美ち奴の紹介によって1935年（昭和10年）、万里子夫人と結婚することとなった。ニットーレコードでは、後に楠木繁夫として活躍した黒田進とデュエットした「ああ満州」を除けばヒットがなかったものの、毎月のように新譜を出す美ち奴の歌声は地道に評判となっていった。新興レコード会社として古賀政男を迎えてヒットを出していたテイチクレコード（現・テイチクエンタテインメント）は、市丸や小唄勝太郎、新橋喜代三の対抗馬として、美ち奴に白羽の矢を立ててスカウトし移籍の契約をした。
1935年（昭和10年）秋、「ほんに貴方は罪な方」でテイチクから再デビューした。翌年には、映画俳優・杉狂児と歌った「細君三日天下」がヒット。その名を知られ始めると、レコードレーベルにも「浅草 美ち奴」から「美ち奴」のみの表記となる。つまり、浅草と名乗らなくても、美ち奴といえば彼女であることを示すという知名度の高さを表すことであった。
1937年（昭和12年）サトウハチロー作詞、古賀政男の作曲による「うちの女房にゃ髭がある」と、同名の日活映画がヒットする。この主題歌「あゝそれなのに」は、発売されるや40万枚を売り上げる大ヒットとなり（最終的には90万枚を突破）、映画と同名の主題歌とともに、「歌手・美ち奴」の人気を不動のものとした。その後も「そんなの嫌い」「道行シャンソン」等のヒットを出すが、同年盧溝橋事件の勃発により日中戦争が始まり、コミカルな「あゝそれなのに」は不謹慎とされ発売禁止となった。しかし、ほどなく美ち奴が歌った「軍国の母」は、戦時歌謡におけるヒット曲第一号となった。1938年（昭和13年）にも大陸ブームに乗った「霧の四馬路」をヒットさせ、ブロマイドの売り上げも上位を誇る人気歌手となっていった。
デビュー当初から、テイチクが積極的に提携していた日活映画に出演しており、「花見音頭」、「ジャズ忠臣蔵」などに特別出演するうちに、映画監督のマキノ正博と懇意になり、マキノが監督した「弥次㐂夛道中記」「清水港」「続・清水港」などに旅芸人の座長や鳥追いの役などで出演。以降も、1942年（昭和17年）「歌う狸御殿」、1950年（昭和25年）「蛇姫道中」など、戦前から戦後にかけて、多数の日活・大映作品に登場している。レコード歌手としても、「吉良の仁吉」「街道石松ぶし」「次郎長ぶし」「シャンラン節」と戦時中でも大ヒットを連発し、人気の絶頂期を誇った。
戦時中は、楠木繁夫とのコンビで中国大陸に慰問にも赴き、最前線のクリークに身を潜める兵士を、涙ながらに無線電話で慰問したという。1943年（昭和18年）、北海道から両親をわざわざ呼び寄せて浅草に住まわせたが、1945年（昭和20年）の東京大空襲によって亡くしてしまう。
当時、美ち奴は、浅草で人気を博していた女剣劇役者・中野弘子の芸に惚れ込み、中野とのコンビで数々の舞台を勤め、その活動の拠点を京都に移していた。恋仲であった楠木繁夫が歌手・三原純子と結婚したり、両親を一度に失ったという悲しみを振り払うように、美ち奴は中野弘子とともに慰問や全国興行に専念した。
戦後の一時期はヒットが少なく引退したかとも思われていたが、1950年（昭和25年）の朝鮮動乱による特需景気によってお座敷ソングブームが起こると、九州の民謡としてヒットしていた「炭坑節」が各社の競作で発売され、美ち奴が歌ったテイチク盤のみが「三池炭鉱の上に出た」と歌うことが許され、戦後初の大ヒットとなった。同じくテイチクの新人歌手・真木不二夫との恋仲が報道され、美ち奴は妻子ある真木と同棲を始めるようになったものの、真木の度重なる浮気によってストレスを感じたためか自律神経失調症を患い、1957年（昭和32年）には6年間の同棲生活に終止符を打った。生活のため43歳で「駒奴」と源氏名を改めて、再びお座敷に出るものの、往年のスターとしての名声だけでは、年齢のこともあり、ひいきの客も徐々に離れていった。
浅草のアパートで、ひとり自律神経失調症の再発と闘病する美ち奴の不遇を知った中野弘子は、恩義ある彼女を全面的にサポートした。早速隣室に引っ越して、美ち奴の再起を支えた。昭和40年代のなつメロブームに乗って、東京12チャンネル（現・テレビ東京）の「なつかしの歌声」でその衰えぬ美声を披露。テイチクでも往年のヒット曲をステレオで再録音している。病気の再発は繰り返していたため、徐々にテレビ出演もできなくなり、都内の病院を転々としては、療養の日々を続けた。1978年（昭和53年）7月に放送された東京12チャンネル「なつかしの歌声　第9回郷愁の歌祭り」が、最後のテレビ出演と思われる。1983年（昭和58年）、東京都江東区の特別養護老人ホーム「むつみ園」に入所。その頃、NHKラジオ「昭和歌謡大全集」に出演したのが、美ち奴としての最後の放送となった。後に同じ老人ホームに中野弘子も入所し、所内の演芸会では、変わらぬ美声を披露したり、中野と寸劇を演じたりと、身寄りが無いながらも穏やかな晩年を過ごした。1996年（平成8年）5月29日、大腸がんのため親友の中野弘子に看取られながら78年の生涯に幕を下ろした。中野弘子は美ち奴の49日を執り行った後、後を追うかのように亡くなっている。

## 代表曲
1. さくらおけさ　（1934）
作詞：西岡水朗／作曲：服部良一／編曲：服部良一
2. あゝ満洲　共演：黒田すゝむ　（1934）
作詞：牧逸馬／作曲：水谷ひろし／編曲：服部良一
3. 細君三日天下　共演：杉狂児　（1936）
作詞：島田磬也／作曲：古賀政男／編曲：古賀政男
4. 道行シャンソン　共演：楠木繁夫　（1937）
作詞：杉狂児／作曲：古賀政男／編曲：鈴木哲夫
5. あゝそれなのに　（1937）
作詞：星野貞志／作曲：古賀政男／編曲：古賀政男
6. うちの女房にゃ髭がある　共演：杉狂児　（1937）
作詞：星野貞志／作曲：古賀政男／編曲：古賀政男
7. そんなの嫌い　（1937）
作詞：江川真夫／作曲：古賀政男／編曲：大久保徳二郎
8. 東京盆踊り　共演：藤山一郎　（1937）
作詞：島田磬也／作曲：古賀政男／編曲：宮脇春夫
9. 軍国の母　（1937）
作詞：島田磬也／作曲：古賀政男／編曲：
10. 強くなってね　共演：杉狂児　（1937）
作詞：倉中住人／作曲：古賀政男／編曲：
11. 霧の四馬路　（1938）
作詞：南條歌美／作曲：山下五朗／編曲：宮脇春夫
12. 身代り警備　（1938）
作詞：石松秋二／作曲：能代八郎／編曲：能代八郎
13. 吉良の仁吉　（1939）
作詞：萩原四郎／作曲：山下五朗／編曲：宮脇春夫
14. 街道石松ぶし　共演：鶴田六郎　（1940）
作詞：萩原四朗／作曲：大久保徳二郎／編曲：宮脇春夫
15. 次郎長ぶし　（1941）
作詞：萩原四朗／作曲：鈴木哲夫／編曲：宮脇春夫
16. シャンラン節　（1943）
作詞：村松秀一／作曲：台湾民謡／編曲：長津義司
別名「ツーレロ節」「ツーツーレロレロ」
17. 炭鉱節　（1950）
作詞：大高ひさを／作曲：飯田景応／編曲：長津義司

## 小唄・音頭
- 「美幌小唄」1937年（昭和12年）北海道美幌町の開基五十年に制定
- 「美幌観光音頭」1939年（昭和14年）テイチクレコードでレコード化